# Castelnuovo della Misericordia
Castelnuovo della Misericordia è una frazione del comune italiano di Rosignano Marittimo, nella provincia di Livorno, in Toscana.

## Storia
Il suo antico nome era Castrum Camajani, forse sede di una fortificazione (castrum) di epoca imperiale romana e di un tempio.
Sulle rovine del castrum e intorno ad esso si sviluppò l'abitato con il nuovo castello di Camaiano (X secolo) che prese il nome di "nuovo castrum", ovvero Castelnuovo. Castelvecchio e Castelnuovo erano entrambi circondati da mura. Proprietà dei conti Della Gherardesca, il borgo fu donato con la vasta tenuta dal conte Fazio alla Misericordia di Pisa nel 1338, da cui prese il nome attuale.
La chiesa parrocchiale, intitolata ai santi Stefano e Giovanni Evangelista, fu eretta dalla Misericordia intorno al 1638; consacrata il 9 marzo 1641 e restaurata nel 1842, possedeva un'antica e venerata Madonna delle Grazie. Fu eretta a pieve nel 1893.
Comune autonomo dal 1776 fu aggregato a Rosignano Marittimo.
Il borgo medievale nel 1846 fu interessato da scosse di terremoto che causarono lesioni in molti edifici, ma venne in seguito restaurato.

## Monumenti e luoghi d'interesse
- Chiesa dei Santi Stefano e Giovanni Evangelista
- Villa settecentesca sulla via che collega Castelnuovo della Misericordia a Gabbro.